# Velbloudí kříženci
Kříženci velbloudů, tj. velblouda dvouhrbého (Camelus bactrianus) a velblouda jednohrbého (Camelus dromedarius), se chovají jako užitková hospodářská zvířata. Jejich chov je doložen v díle arabského historika Abú al-Hasan 'Alí al-Mas'údího na konci 1. tisíciletí.

## Vlastnosti kříženců
Křížení je celkem snadné, neboť se mezi těmito druhy nevyvinuly genetické bariéry. Kříženci jsou plodní, a to jak samice, tak samci, ale k další plemenitbě se přednostně používají samice.
V F1 generaci jsou kříženci mohutnějšího vzrůstu než oba rodiče a mají jeden velký hrb. Dosahují kohoutkové výšky až 2,15 m (2,3 m přes hrb) a hmotnosti až 1000 kg. Mohou nést náklad až 450 kg. Kříženci jsou navíc klidnější a ovladatelnější než velbloudi dvouhrbí a zároveň odolnější vůči chladu než velbloudi jednohrbí. Díky své mohutnosti a síle jsou vhodní i do zápřahu, například k orání. V dobách Osmanské říše se používali v tureckém vojsku k jízdě i dopravě. Ještě v roce 1937 bylo v turecké armádě 120 tisíc těchto zvířat. V roce 2006 byla v rakouském městě Tulln nalezena kostra velbloudího křížence, kterého zde zanechalo turecké vojsko po porážce v bitvě u Vídně v roce 1683.

Také užitkovost v produkci mléka a vlny je u kříženců vyšší.

Nejvíce se osvědčilo křížení samce velblouda dvouhrbého se samicí velblouda jednohrbého. Velmi často se dále kříží samice z této F1 generace zpětně se samci velblouda dvouhrbého. Kříženci této B1 generace jsou vhodní pro pohyb v horských terénech, mají dva hrby a používá se pro ně turkmenské pojmenování „kospak“. Zpětní kříženci F1 s velbloudem jednohrbým se nazývají „kurt“ a produkují více mléka.

Další křížení v F linii (F2, F3...) se neosvědčilo, neboť znaky a vlastnosti těchto kříženců se nahodile kombinují a degradují.

## Názvosloví
Kříženci mají v různých jazycích a kulturách velmi rozdílná pojmenování, a to jak pro křížence obecně, tak pro různé hybridní kombinace a pohlaví.
- Pro Čechy je nejznámějším pojmenováním těchto kříženců „nar“, což pochází z ázerbájdžánského výrazu „när“, neboť se jedná o oblíbený křížovkářský výraz.
- Asi nejrozšířenější obecné pojmenování je „turkoman“.
- V turečtině se pro F1 generaci kombinace samec velblouda dvouhrbého × samice velblouda jednohrbého používá pojmenování „tülu“, přičemž samec se nazývá „besrek“ a samice „maya“.

Dále se používá řada názvů jako „bertuar“, „bucht“ („bukht“), „dromano“, „dromel“, „iner“, „iver“, „majen“ či „yaml“.

## Rozšíření
Kříženci se chovají zejména v oblastech, kde se stýkají nebo překrývají areály chovu obou druhů velbloudů. Je to především území Afghánistánu, Íránu, jižního Ruska, Turkmenistánu, Kazachstánu, Turecka a Saúdské Arábie. Uvádí se, že v Kazachstánu bylo v roce 2007 téměř 23 % chovaných velbloudů hybridních.
V zoologických zahradách se chovají jen zcela výjimečně.